# Paraliodrosophila bipartita
Paraliodrosophila bipartita är en tvåvingeart som beskrevs av Oswald Duda 1925. Paraliodrosophila bipartita ingår i släktet Paraliodrosophila och familjen daggflugor. Inga underarter finns listade i Catalogue of Life.